# Giuseppe Motta (aviatore)
Giuseppe Motta (Quargnento, 10 ottobre 1894 – Lago di Garda, 22 agosto 1929) è stato un ufficiale e aviatore italiano.
Capitano Pilota della Regia Aeronautica fu assegnato al Reparto Alta Velocità di Desenzano del Garda, dove ricoprì anche l'incarico di Vicecomandante. Rimase ucciso durante il collaudo di un idrocorsa Macchi M.67.

## Biografia
Nacque a Quargnento il 10 ottobre 1894, e prese parte alle fasi iniziali della prima guerra mondiale nelle file del Regio Esercito, passando poi nelle file del Corpo Aeronautico Militare. Ottenne il brevetto di pilota militare nel 1916 sul campo d'aviazione di Busto Arsizio pilotando un velivolo Farman. Distintosi per le sue qualità di aviatore rimase in servizio per il resto della guerra come istruttore presso il campo d'aviazione di Foiano della Chiana.  Congedatosi nel 1919, ma continuò a volare come pilota istruttore civile a bordo di velivoli Breguet residuati bellici, ceduti dal Ministero, sul campo d'aviazione di Arcore. In quel periodo ricoprì anche l'incarico di sindaco di Quargnento e consigliere provinciale di Alessandria. Con l'avvento al potere del fascismo il nuovo regime iniziò subito a potenziare l'aeronautica militare. Nel 1923 fu ufficialmente costituita la Regia Aeronautica, e nel 1924 egli rientrò in servizio attivo in qualità di istruttore sul campo d'aviazione di Malpensa. 

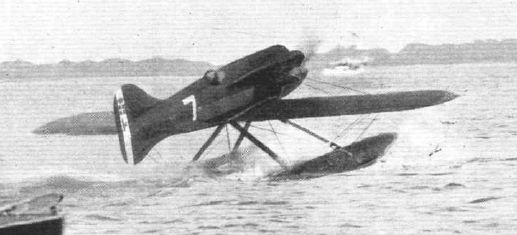
L'idrovolante da corsa Macchi M.67.

Passò poi in servizio attivo presso la 39ª Squadriglia e quindi iniziò a frequentare il 1º Corso per piloti di alta velocità tenutosi a Desenzano del Garda presso il neocostituito Reparto Alta Velocità diretto dal colonnello Mario Bernasconi. Qui ebbe modo di pilotare gli idrovolanti Savoia-Marchetti S.59, Macchi M.41, Macchi M.33, Macchi M.39 e Macchi M.52 e M.52R. Fu uno dei soli due piloti, l'altro fu Dal Molin,  a volare a bordo dell'idrocorsa Savoia-Marchetti S.65 che trovò subito troppo pesante e potenzialmente pericoloso.  Divenuto Vicecomandante del Reparto Alta Velocità (R.A.V.) decedette a causa di un incidente aereo occorsogli mentre pilotava il Macchi M.67 (MM.104) che avrebbe dovuto partecipare all'edizione 1929 della Coppa Schneider. Il 22 agosto decollò da Desenzano, ma una volta raggiunti i 100 metri di quota l'aereo cadde a picco, praticamente in verticale e si infilò nelle acque del Lago. Le cause dell'incidente non vennero mai chiarite. Lasciava la moglie e due figli. Nel corso del 1929 gli fu intitolato il campo d'aviazione di Alessandria.

### Annotazioni
1. ↑  Arrivò a possederne due di sua proprietà.
2. ↑  Gli altri piloti del corso erano: Remo Cadringher, Alberto Canaveri, Giuseppe Magi, Giovanni Monti, Tommaso Dal Molin e Francesco Agello.
3. ↑  Dopo la fine della manifestazione la stampa italiana rivelò che il Cap. Motta con un M.67 aveva raggiunto la velocità di 584 km/h sulla base dei 3 km, mentre una pubblicazione della Macchi edita nel secondo dopoguerra dichiarò che l'aereo aveva raggiunto i 560 km/h sulla base dei 3 km.

### Fonti
1. 1 2 3  Notiziario del Comune di Quargnento n.2, 2009, p. 14.
2. 1 2 3 4 5 6  Notiziario del Comune di Quargnento n.2, 2009, p. 15.
3. ↑  Bendoni 1971, p. 26.
4. ↑  Bendoni 1971, p. 24.
5. ↑  Bendoni 1971, p. 63.
6. ↑  Bollettino Ufficiale 1929, disp. 49, pag.9.